# Vînohrad, Horodenka
Vînohrad (în ucraineană Виноград) este localitatea de reședință a comunei Vînohrad din raionul Horodenka, regiunea Ivano-Frankivsk, Ucraina.

## Demografie
Componența lingvistică a localității Vînohrad
     Ucraineană (99,63%)
     Alte limbi (0,37%)
Conform recensământului din 2001, majoritatea populației localității Vînohrad era vorbitoare de ucraineană (99,63%), existând în minoritate și vorbitori de alte limbi.